# اد هدریک
اد هدریک (انگلیسی: Ed Headrick; ۲۸ ژوئن ۱۹۲۴ – ۱۲ اوت ۲۰۰۲) مخترع اهل ایالات متحده آمریکا بود. او بیشتر برای اختراع فریزبی و دیسک گلف شناخته می‌شود.